# 塞特甘蒂
塞特甘蒂（西班牙語：Setegantí），是巴拿馬的城鎮，位於該國東部，由達連省的切皮加納區負責管轄，面積101.1平方公里，海拔高度85米，2010年人口558，人口密度每平方公里5.5人。